# Compay Segundo
Compay Segundo, pseudonimo di Máximo Francisco Repilado Muñoz (Siboney, 18 novembre 1907 – L'Avana, 14 luglio 2003), è stato un compositore, musicista e cantante cubano.

## Biografia
Nacque a Siboney, presso Santiago. Compose la sua prima canzone (Yo vengo aquí) a quindici anni e cominciò a suonare il clarinetto a tredici, nel 1920, per poi passare successivamente alla chitarra e all'armonico, uno strumento musicale di sua invenzione a sette corde simile ad una chitarra. Fece parte di varie formazioni ma il grande successo popolare arrivò quando, insieme a Lorenzo Hierrezuelo, formò il duo Los Compadres. A quel periodo risale il soprannome di "Compay Segundo" attribuitogli da un presentatore radiofonico perché nel duo egli faceva la seconda voce, mentre Lorenzo Hierrezuelo fu soprannominato "Primo Compay".
Negli anni cinquanta formò i Compay Segundo Y Su Grupo, ma successivamente il suo nome finì nell'oblio e Compay Segundo, pur non abbandonando mai la musica, lavorò in una fabbrica di sigari. Negli anni novanta, ormai in pensione, il mondo musicale tornò ad occuparsi di lui, e così ebbe la possibilità di tenere concerti anche in Europa. Il vero grande successo arrivò però nel 1997 con il film Buena Vista Social Club di Wim Wenders e con l'album della colonna sonora, che vinse numerosi premi Grammy.
Dopo l'uscita del film, nonostante i novantatré anni tenne alcuni concerti in Italia durante i quali restava in piedi per oltre un'ora, a tratti anche ballando. Scherzosamente diceva che avrebbe voluto vivere fino a centosedici anni, l'età della morte di sua nonna, ma un'insufficienza renale ne causò il decesso  a 95 anni nel 2003. Oggi riposa nel cimitero di Santa Ifigenia a Santiago de Cuba.
Nel 2007 il centenario della sua nascita è stato celebrato con un concerto dedicato alle sue composizioni con il gruppo Compay Segundo, composto dai figli ed ex suoi musicisti, assieme all'orchestra sinfonica veneta.

## Compay Segundo y Su Grupo
Questa la formazione del complesso guidato dal musicista cubano:
- Compay Segundo: armonico e seconda voce
- Julio Fernandez Colina: percussioni e voce solista (da fine anni'50 a fine anni '90)
- Benito Suarez: chitarra e cori
- Salvador Repilado: (figlio di Compay): contrabbasso e cori
- Hugo Garzon: percussioni e voce solista (da fine anni '90)
- Lazaro Inciarte: clarinetto (da fine anni '90)
- Haskell Armenteros: clarinetto (da fine anni '90)
- Rosendo Nardo: clarinetto basso (da fine anni '90)
- Ernesto Valera: percussioni (da fine anni '90)
- Basilio Repilado: percussioni e voce (da fine anni '90)

## Discografia
- 1942-1955
  - Sentimiento Guajiro
  - Cantando en el Llano
  - Compay Segundo y Compay Primo
  - Mi Son Oriental
  - Los Reyes del Son
  - Los Compadres
- 1956-1995
  - Balcon de Santiago
  - Balcon de Santiago – Reedición
  - Saludo, Compay
- 1996-2002
  - Cien Años de Son
  - Son del Monte
  - Buena Vista Social Club
  - Antologia (1997)
  - Lo Mejor de la Vida
  - Calle Salud
  - Yo Soy del Norte
  - Antologia (2001)
  - Las Flores de la Vida
  - Duets
- Postuma
  - Cien Años. 100th Birthday Celebration (3CD+DVD) (2007)